# Лифитеграст
Лифитеграст — лекарственный препарат для лечения синдрома сухого глаза. Одобрен для применения: США (2016).

## Механизм действия
Антагонист LFA-1.

## Показания
синдром сухого глаза.

## Противопоказания
Гиперчувствительность.

## Способ применения
Глазные капли